# Adolphe Pictet
Pour les autres membres de la famille, voir Pictet.
Adolphe Pictet (-Cazenove), né le 11 septembre 1799 à Genève et mort dans la même ville le 20 décembre 1875, est un écrivain et un linguiste suisse. Ses vastes connaissances et son talent dans de multiples domaines (linguistique, philosophie, histoire, littérature, balistique) lui valurent le qualificatif d'« universel » donné par son ami, le compositeur Franz Liszt.

## Jeunesse et formation
Quatrième fils de Sara et Charles Pictet de Rochemont, cousin du biologiste François Jules Pictet de La Rive, Adolphe fut placé par son père à l'âge de 12 ans dans l'institut de Hofwyl, près de Berne, dirigé par le pédagogue Emmanuel de Fellenberg, où il passa sept ans.  À 19 ans, il entre à l'auditoire de philosophie de l'Académie de Genève. Il poursuit dès l'année suivante ses études à Paris où il assiste aux cours de Guizot et de Victor Cousin. La découverte de la philosophie kantienne le décide à poursuivre ses études en Allemagne où il rencontre Schelling et Goethe. Il suit également les cours de Hegel et de Schleiermacher à l'Université de Berlin. Il part en 1822 pour Londres et termine enfin son cursus universitaire à Édimbourg où il se prend de passion pour les langues celtiques.
Il rentre à Genève en 1823 et se marie avec Emma Cazenove, sa belle-sœur, qui lui donnera cinq enfants: Emma-Amélie (1825-1877), Charles (1827-mort en bas âge), Adolphe Henri (1830-1893), Léonie (1841-1892), et Alice (1841-1892).

## Vie intellectuelle et littéraire
À l'âge de 23 ans, Adolphe commence à publier des articles philosophiques et linguistiques dans la Bibliothèque britannique, revue créée par son père. Il prendra d'ailleurs la direction de la partie littéraire de la publication, au décès de Pictet de Rochemont, ce qui lui permettra d'être en relation avec de nombreuses intellectuels et personnalités influentes de l'époque : Benjamin Constant, Auguste de Staël, Guizot, Bonstetten, le baron Voght, Sismondi, Pellegrino Rossi, Jules Michelet, ainsi que Marie de Flavigny (la comtesse d'Agoult), qui le présente à Franz Liszt et George Sand. La sœur, Alexandra Pictet (1807-1885) était également une amie de George Sand. En 1832, elle était mariée à l'officier russe M. Benediktov et passa ses dernières années en Russie. 
En 1838, il publie un roman Une course à Chamounix dans lequel il fait le récit du voyage romantique qu'il effectue en compagnie de George Sand, de Franz Liszt et de la comtesse Marie d'Agoult à Chamonix, sous forme d'un conte fantastique. Comme le relève François Bory, dans l'introduction à son édition de Une course à Chamounix (1930), ce roman, qui est aujourd'hui le seul livre d'Adolphe qu'on lise encore, fut un échec commercial à l'époque.
Mais la grande passion d'Adolphe Pictet est la linguistique. Il publie plusieurs ouvrages sur le sujet : De l'affinité des langues celtiques avec le sanscrit (1836), Mystères des Bardes de l'île de Bretagne (1853), Essai sur quelques inscriptions en langue gauloise (1859), Les origines indo-européennes ou les Aryas primitifs (1859 et 1863 pour le second volume), et Nouvel essai sur les inscriptions gauloises (1867). En 1840, il enseigne à Zofingue où il a notamment comme étudiant son compatriote Henri-Frédéric Amiel. Auguste de la Rive, célèbre physicien et professeur à l'Académie de Genève, le remarque et l'encourage à enseigner à Genève. Adolphe donne d'abord un cours de philosophie esthétique, puis accepte une chaire d'esthétique et d'histoire des littératures modernes créée spécialement pour lui en 1841. Il abandonne cependant l'Académie en 1843. Il tirera plus tard de ses cours un ouvrage: Du Beau dans la nature, l'art et la poésie. Ses travaux de linguiste influenceront notamment son compatriote et précurseur du structuralisme en linguistique, Ferdinand de Saussure. Ses recherches le mettent également en relation avec nombre de prestigieux savants de l'époque avec qui il maintient une correspondance régulière: Philippe-Albert Stapfer, Eugène Burnouf, Jean-Jacques Ampère, Adalbert Kuhn, Jacob Grimm et Ernest Renan. Il est admis, le 6 décembre 1856, comme membre de l'Institut national genevois. Il est également élu correspondant ou membre de la Société néerlandaise des lettres de Leyde en 1858, de la Société des antiquaires de l'Ouest de Poitiers en 1859, de la Société des Antiquaires de France et de la Commission topographiques des Gaules à Paris en 1864, de la Royal Society d'Edimbourg en 1864, de l'Académie Stanislas de Nancy en 1868, et de la Royal Irish Academy de Dublin en 1875.

## Carrière militaire
Adolphe Pictet eut aussi une carrière militaire: capitaine en 1829, major en 1832 et colonel fédéral d'artillerie en 1839. Pendant ses années de service, il se lie d'amitié avec Guillaume Henri Dufour. Pictet se passionne pour les problèmes de balistiques et le lancement d'obus à percussion. Il pense pouvoir vendre un concept de "fusée" à la Confédération qui semble d'abord intéressée, mais ne donne finalement pas suite. Il part alors pour l'Italie où il tente à nouveau de vendre son concept. Il publie d'ailleurs un essai sur le sujet, mais les commandes ne viennent pas. Après des essais infructueux auprès de la Bavière, de la Belgique, de la France et de l'Angleterre, il parvint finalement à vendre ses fusées au gouvernement autrichien.

## Fin de vie
Adolphe vit ses dernières années dans la solitude, paraissant en public une dernière fois dans le convoi funèbre du général Dufour en 1875. Il meurt à l'âge de 76 ans dans son domicile de la rue des Granges à Genève.

## Principaux ouvrages
- De l'affinité des langues celtiques avec le Sanscrit[15], Paris, B. Duprat, 1837.
- Une course à Chamounix, Paris, B. Duprat, 1838.
- Essai sur les propriétés et la tactique des fusées de guerre, Turin, Chez Antoine Pavieso, 1848.
- Du beau dans la nature, l'art et la poésie, Paris, Cherbuliez, 1856.
- Les origines indo-européennes ou les Aryas primitifs, Paris, Cherbuliez, 1859.